# Zanthoxylum kwangsiensis
Zanthoxylum kwangsiensis är en vinruteväxtart som först beskrevs av Hand.-mazz., och fick sitt nu gällande namn av Woon Young Chun och Cheng Chiu Huang. Zanthoxylum kwangsiensis ingår i släktet Zanthoxylum och familjen vinruteväxter. Inga underarter finns listade i Catalogue of Life.